# Брат із Дикого Заходу
Брат із Дикого Заходу або Містер Кульман з Дикого Заходу (фін. Lännen lokarin veli, швед. Mr. Coolman från Vilda Västern) — фінський художній фільм 1952 року.

## Сюжет
Еса Куломаа (Містер Кульман), фін, що працює на вугільній шахті в США, отримує несподівану звістку від своєї сім'ї, що залишилася у Фінляндії. Він вирішує повернутися на батьківщину. Його товариш Яська Мякі відправляється разом з ним. Кульману сильно щастить: він стає мільйонним за рахунком пасажиром корабельної компанії, тому він отримує безкоштовний квиток в каюту класу люкс. Всі дівчата на теплоході були заінтриговані «вугільним мільярдером». Однак, на теплоході виявляються також два контрабандиста, які ховають мішок діамантів в багажі Кульмана.

## У ролях
- Еса Пакаринен (Еса Кульман)
- Генрі Теель (Яська Мякі)
- Ельза Туракайнен (Гілкка)
- Сіркку-Лииса Вілен (Маркетті)
- Лайна Лайне
- Тююне Гаарлем
- Май-Бріт Гейо
- Пентті Вільянов
- Оці Туурі